# 卡木斯浪河
卡木斯浪河也作卡普斯浪河、喀普斯浪河，位于中华人民共和国新疆维吾尔自治区阿克苏地区拜城县西部的一条河流，是木扎尔特河左岸支流，发源于天山南支脉哈尔克他乌山南坡卡木斯浪冰川区，先由西北向东南流，之后转南流，过铁热克镇后约18千米转东南流出山口，出山口后约3千米后河流即呈散流状，东支为河流主槽，经拜城县西郊，最后于亚吐尔乡欧勒旁村以南约3千米汇入木扎尔特河。河流全长118千米，出山口处卡木鲁克水位站以上流域面积2620平方千米，年均径流量约6.676亿立方米。